# Pirjo Muranen
Pirjo Muranen (geboren Manninen, Rovaniemi, 8 maart 1981) is een Finse langlaufster die gespecialiseerd is in de korte afstanden. In 2001 werd ze als junior wereldkampioene op de sprint bij de WK voor senioren.
Pirjo Manninen huwde in 2007 met beachvolleyballer Ville Muranen, en nam diens naam over. Ze is de zus van noordse combinatie-skiër Hannu Manninen.

## Belangrijkste resultaten

### Wereldkampioenschappen junioren
| Jaar | Plaats            | Resultaten                                                                                 |
| ---- | ----------------- | ------------------------------------------------------------------------------------------ |
| 1998 | Pontresina        | 5de 5 km vrije stijl 4de 15 km klassieke stijl                                             |
| 1999 | Saalfelden        | 5 km klassieke stijl · 6de 15 km vrije stijl                                               |
| 2000 | Štrbské pleso     | 5 km vrije stijl · 7de sprint (vrije stijl) · sprint (vrije stijl) · 15 km klassieke stijl |
| 2001 | Karpacz-Szklarska | 15 km vrije stijl · 5 km klassieke stijl · sprint (vrije stijl) · sprint (klassieke stijl) |

### Wereldkampioenschappen
| Jaar | Plaats        | Resultaten                                                                 |
| ---- | ------------- | -------------------------------------------------------------------------- |
| 2001 | Lahti         | sprint (vrije stijl) · 26ste 10 km achtervolging                           |
| 2003 | Val di Fiemme | 6de sprint (vrije stijl) 14de 10 km klassieke stijl 18de 30 km vrije stijl |
| 2005 | Oberstdorf    | 50ste 10 km vrije stijl · teamsprint                                       |
| 2007 | Sapporo       | 7de sprint (klassieke stijl) · 15de 15 km achtervolging · 4x5 km estafette |

### Eindstand algemene wereldbeker
| Seizoen   | Plaats |
| --------- | ------ |
| 1999/2000 | 22ste  |
| 2000/2001 | 11de   |
| 2001/2002 | 16de   |
| 2002/2003 | -      |
| 2003/2004 | 32ste  |
| 2004/2005 | 21ste  |
| 2005/2006 | 75ste  |
| 2006/2007 | 29ste  |